# Jemenitische hereniging

Noord-Jemen (in oranje) en Zuid-Jemen (in blauw) voor 1990.

De Jemenitische hereniging vond plaats op 22 mei 1990, toen het gebied van de Democratische Volksrepubliek Jemen (ook bekend als Zuid-Jemen) werd verenigd met de Jemenitische Arabische Republiek (ook bekend als Noord-Jemen), de Republiek van Jemen vormend (bekend als gewoon Jemen) met Sanaa als hoofdstad.
| Vlag | Gebied                                          | Hoofdstad | Inwoners* | Oppervlakte (km²) | Munteenheid             | Telefoon |
|      | Democratische Volksrepubliek Jemen (Zuid-Jemen) | Aden      | 2.585.484 | 332.970           | Zuid-Jemenitische dinar | 969      |
|      | Jemenitische Arabische Republiek (Noord-Jemen)  | Sanaa     | 7.160.981 | 195 000           | Noord-Jemenitische rial | 967      |
|      | Republiek Jemen                                 | Sanaa     | 9.746.465 | 527.968           | Jemenitische rial       | 967      |

- Inwoneraantal dateert uit het jaar 1990